# NGC 7525
NGC 7525 é uma galáxia espiral na direção da constelação de Pegasus. O objeto foi descoberto pelo astrônomo Albert Marth em 1864, usando um telescópio refletor com abertura de 48 polegadas. Devido a sua moderada magnitude aparente (+14,1), é visível apenas com telescópios amadores ou com equipamentos superiores. 